# 内斯基湾
内斯基湾（俄语：Ныйский Залив），又称阿努钦湾（俄语：Гавань Анучина），是俄羅斯库页岛东岸的泻湖型海湾，面向鄂霍次克海。入口是北部的阿努钦水道，南部被普拉斯通沙嘴与海分隔。特米河注入该湾，在河口处形成了三角洲和两个岛——克罗托夫斯基岛和吉姆丹岛。此灣名称来源于岸边的内沃村，在尼夫赫语中意为“海湾”。不远处有油田。1805年，亚当·约翰·冯·克鲁森施滕率领的探险队发现了该湾；1849年，根纳季·伊万诺维奇·涅韦尔斯科伊率“贝加尔”运输船对该海湾作了详细的测绘。